# Goya (opera)
Operan Goya, eller Den döves hus som operan även kallas, är en svensk opera i två akter komponerad av Daniel Börtz till Libretto av Magnus Florin. Operan hade hade urpremiär på GöteborgsOperan 26 september 2009.

## Personer
| Roller                                             | Stämma      | Rollbesättning vid premiären 26 september 2009. Göteborgsoperans kör och orkester. Dirigent: Joakim Unander. Regi: Wilhelm Carlsson. |
| -------------------------------------------------- | ----------- | --- |
| Goya                                               | Baryton     | Anders Larsson |
| Martin Zapater, vän                                | Bas         | Anders Lorentzon |
| Xavier, son                                        | Baryton     | Fredrik Zetterström |
| Kung Karl IV och Kung Ferdinand VII                | Tenor       | Michael Weinius |
| Godoy, statsman                                    | Baryton     | Mats Persson |
| Hertigen av Osuna                                  | Baryton     | Linus Börjesson |
| Inkvisitorn                                        | Tenor       | Iwar Bergkwist |
| Jovellanos                                         | Bas         | Johan Schinkler |
| Doktor Arrieta                                     | Talroll     | Henric Holmberg |
| Josefa, hustru                                     | Mezzosopran | Ann-Kristin Jones |
| Drottning Maria Luisa och Hertiginna av Alba       | Sopran      | Ann-Marie Backlund |
| Hertiginnan av Osuna och Leocadia                  | Mezzosopran | Katarina Giotas |
| Grevinnan av Chinchon och Leocadias dotter Rosario | Sopran      | Natalie Hernborg |